# 细枝绣球
细枝绣球（学名：Hydrangea gracilis）为绣球花科绣球属下的一个种。其种加词来源于拉丁文“gracilis”，意为“纤细的”。